# Elephantulus pilicaudus
Elephantulus pilicaudus е вид слонска земеровка ендемичен за ЮАР.

## Разпространение и местообитания
Видът е разпространен в южната част на Северен Кейп в ЮАР на територията на географската област Кару. Всички екземпляри са наблюдавани на надморска височина над 1300 метра. Представителите обитават скалисти полупустинни местности.